# Rickenbacker (musikinstrument)
För andra betydelser, se Rickenbacker.

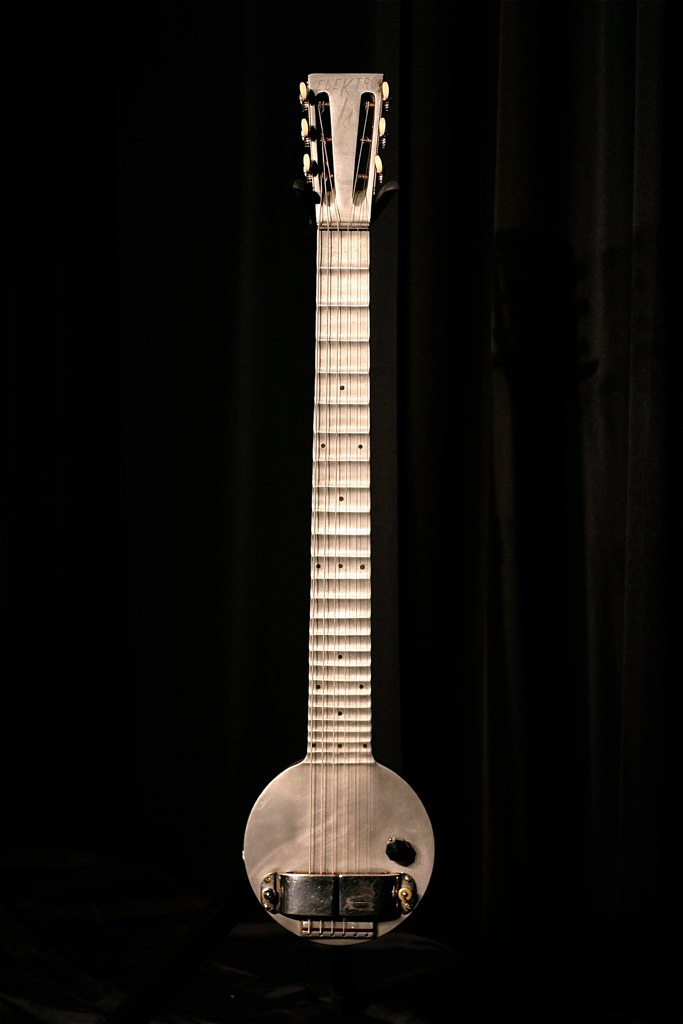
"Stekpannan".

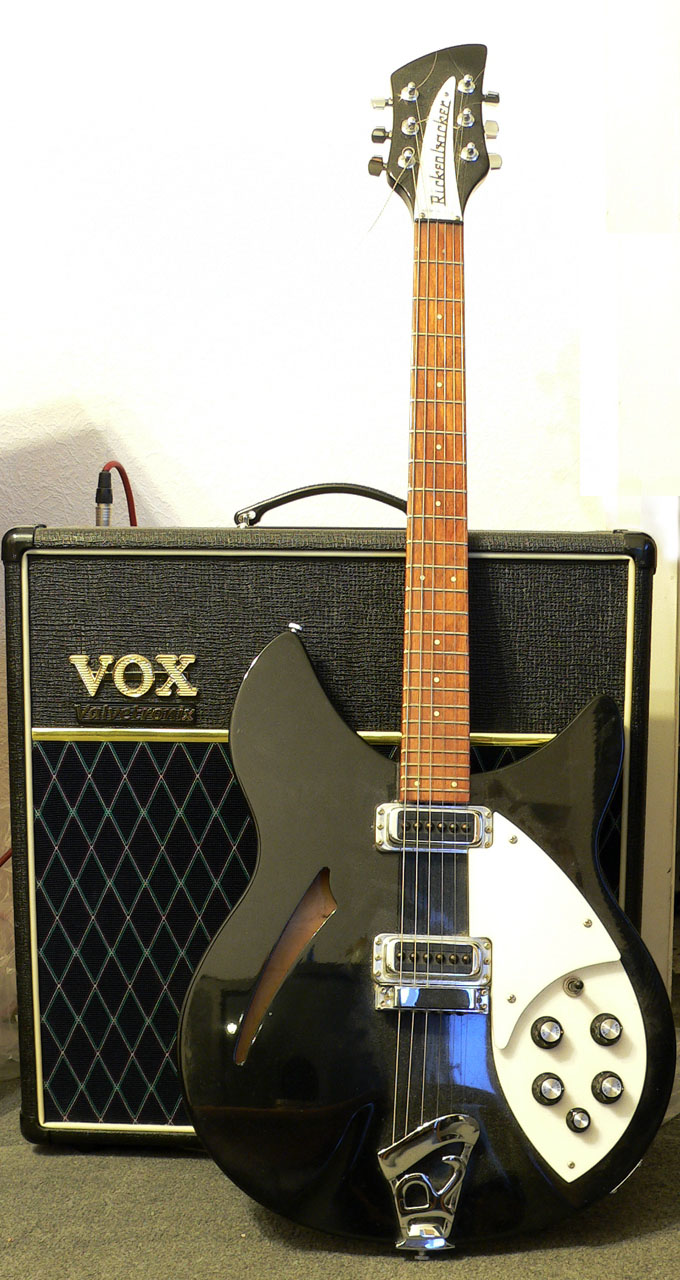
Rickenbacker 330 JG. Förstärkaren i bakgrunden är en VOX Valvetronix AD60VT.

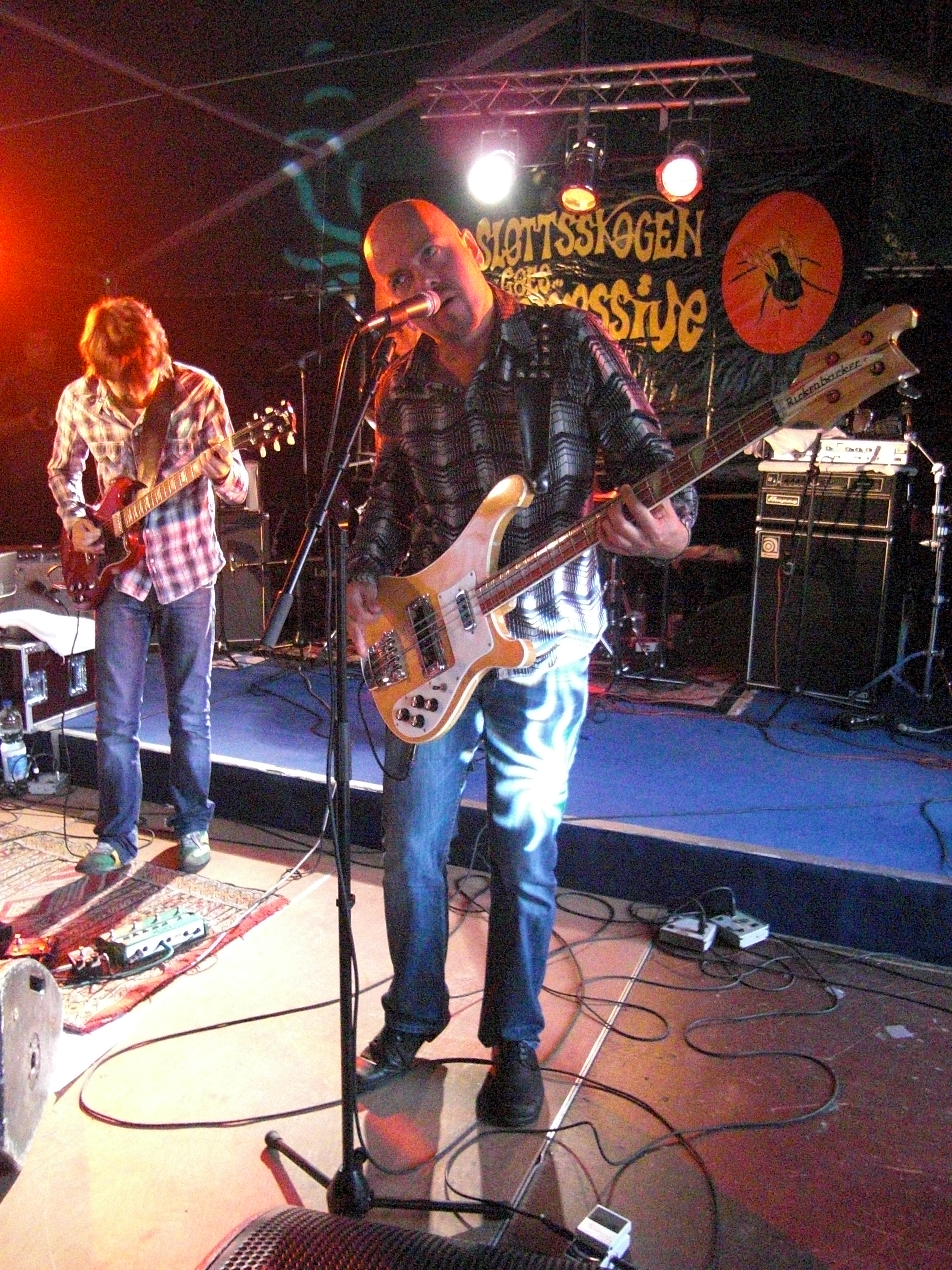
Jan Erik Liljeström (Anekdoten) spelar på en Rickenbacker 4001-bas.

Rickenbacker är en amerikansk tillverkare av elgitarrer och elbasar. Företagets säte är Santa Ana, Kalifornien. Företaget grundades 1931 av Adolph Rickenbacker och George Beauchamp under namnet Ro-Pat-In.
Gitarrerna från Rickenbacker har en viktig plats i populärmusikens historia, inte minst för att företaget (innan namnbytet) tillverkade den första serieproducerade elgitarren 1932, som kallades The Frying Pan, alltså "Stekpannan", på grund av sin form, som påminner om en stekpanna.
Gitarrernas särpräglade design och ljudkaraktär gjorde dem mycket populära under 1960-talet. John Lennon i Beatles spelade på en Rickenbacker 325 på så gott som alla inspelningar och vid alla liveframträdanden fram till 1964. George Harrison (Beatles), Roger McGuinn (Byrds) och Carl Wilson (Beach Boys) använde ofta Rickenbackers 12-strängade modell 360/12 under 1960-talets mitt. Pete Townsend (The Who) använde Rickenbackergitarrer under samma period. Tom Petty och Paul Weller spelar också för det mesta på dessa gitarrer, och R.E.M.:s Peter Buck är mer eller mindre synonym med sin svarta Rickenbacker 360 Jetglo, som han haft sen 1981 och använt på samtliga R.E.M.-album.
Den klassiska elbasen, modell 4001, användes flitigt av Paul McCartney (Beatles) under det sena 1960-talet och under 1970-talet i hans period med bandet Wings. Annars är 4001-basen ett vanligt val för många basister i hårdrocksband, kanske inspirerade av artister som Lemmy Kilmister (Motörhead) som alltid spelade på en Rickenbacker 4004LK (hans egen signaturmodell som är baserad på en Rickenbacker 4004).
John Entwistle i The Who använde även han en Rickenbacker 4001 i mitten på 60-talet. Chris Squire, basist i bandet Yes, använde sig nästan exklusivt av en modifierad Rickenbacker 4001 han köpte som tonåring. Freddie Wadling i Cortex använde även en Rickenbackerbas från deras start 1980 fram till 1985 då han gick över till en Fenderbas.
Rickenbackerbasar känns igen på sitt ljud genom den tydliga diskant som finns med i tonen. Den breda ljudbilden gör basen mer eller mindre unik och samtidigt väldigt populär bland många basister. De har nämligen större chans att höras klart och tydligt i den övriga ljudbilden. Rickenbackergitarrernas karaktär är motsatsen till basarna. Tonen karaktäriseras av en rund ton som inte gärna sticker ut.

## Modeller
- Rickenbacker 325: Lanserad som ett billigare alternativ till modell 330 och riktad till nybörjare med en skala av 3/4. Modellen associeras mest med John Lennon, som använde gitarren nästan exklusivt under Beatles tidiga karriär.
- Rickenbacker 330: Ansedd en av Rickenbackers mest kända modeller och Rickenbackers bäst säljande produkt genom tiderna. Gitarren associeras ofta med Pete Townshend från The Who, och under senare tid jangle-pop artister som fattade tycke för 330-modellens ljusa, väldefinierade toner.
- Rickenbacker 360: Designad som en deluxeversion av model 330, med smärre förbättringar när det gäller utseende och generell komfort. Modell 360 har en mer rundad kontur och dekorativa inlays runt och ovanpå halsen. Den lanserades även som tolvsträngad gitarr, då med namnet Rickenbacker 360/12, en modell som hittade sitt hem hos bland annat George Harrison, Tom Petty och Roger McGuinn från The Byrds.
- Rickenbacker 620: En helt solid gitarr, till skillnad från 300-serien. Rickenbacker 620 har en betydligt mindre och annorlunda formad kropp jämfört med 300-modellerna, och är generellt inte lika välkänd.
- Rickenbacker 1999: En exportversion av Rickenbackers 4000-serie. Dessa basar förväxlas ofta med sina Amerikanska 4000-syskon, särskilt då dessa modeller importerades i relativt större mängder på 60-talet.
- Rickenbacker 4001: Rickenbackers mest ikoniska elbas. Gitarren är mycket välkänd för sin roll i rockmusikens utveckling, och har använts av en stor mängd artister i en stor variation genrer. Generellt eftersökta för sitt aggressiva, knäppiga ljud. Signaturmodeller har även producerats för Motörheads Lemmy, Chris Squire från Yes och Paul McCartney.
- Rickenbacker 4003: Rickenbackers uppdaterade version av modell 4001. Estetisk identisk, fast med något modernare pickup-teknik och greppband bättre utrustade för moderna strängar och speltekniker. Har på senare år även inkluderad en push-pull-potentiometer, vilket ger den förmågan att mer direkt efterlikna 4001-modellers ljud.